# J Craft
Pour les articles homonymes, voir Craft.
 (novembre 2020).
J Craft ou J Craft Boats est une entreprise suédoise de construction de bateaux runabout de luxe, fondée en 1998 à Stockholm en Suède,,,.

## Historique

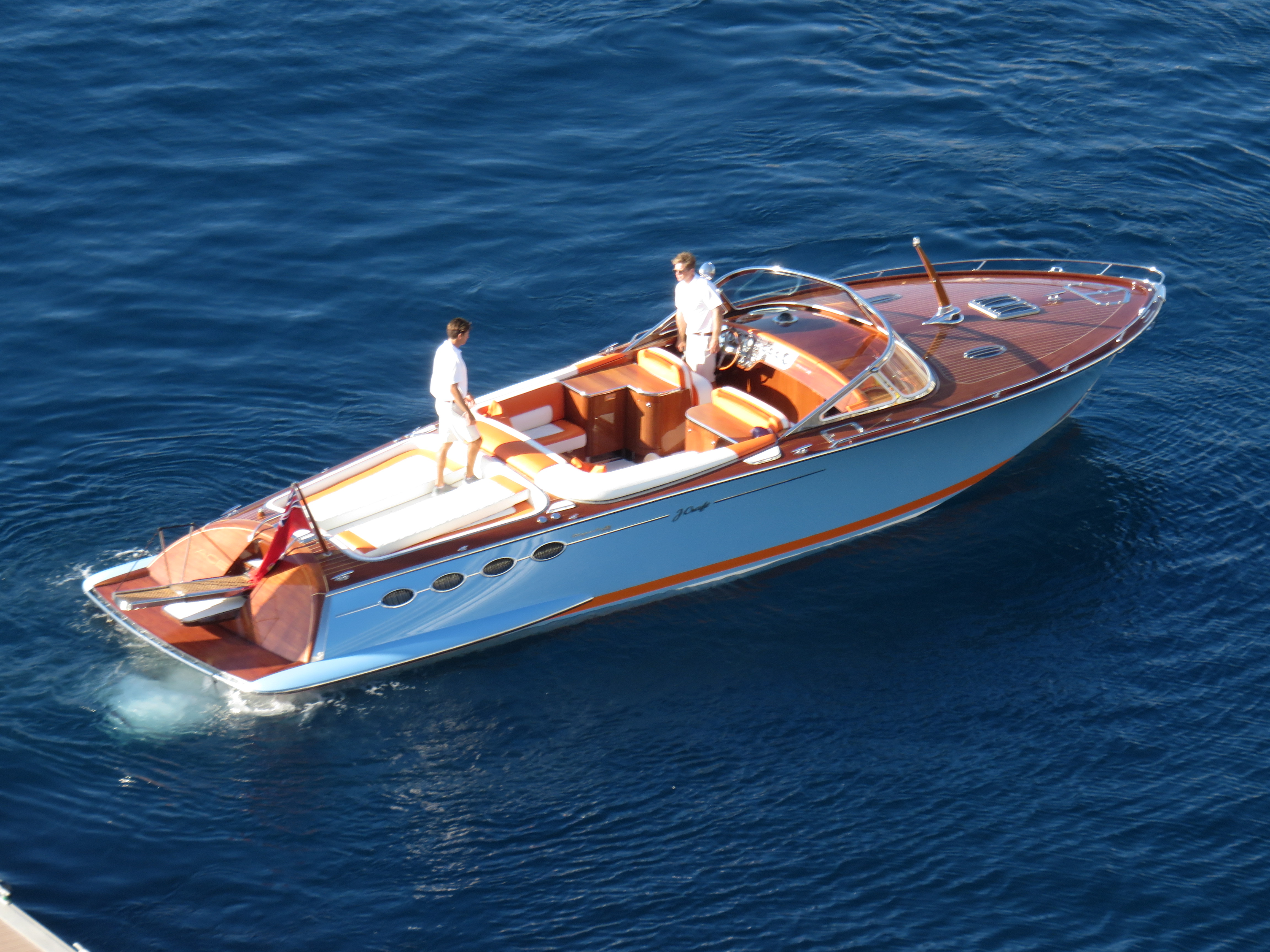
J Craft Torpedo

J Craft est fondé par Björn Jansson en 1998 à Stockholm en Suède, puis racheté en 1999 par Johan Attvik, pour fabriquer des bateaux runabout de luxe, de façon traditionnelle et artisanale, inspirés du style glamour-rétro-vintage des années 1950 et 1960 des marques mythiques Hacker-Craft, Chris-Craft, Riva, et autres Ferrari Arno XI,,...
Surnommé « la Bentley des mers » avec pour premier client historique le roi Charles XVI Gustave de Suède, les bateaux sont fabriqués au chantier naval de la marque de l'île suédoise de Gotland en mer Baltique, héritière d'une longue tradition suédoise de construction navale remontant aux bateaux viking du Moyen Âge.
La gamme de bateau runabout J Craft Torpedo est fabriquée artisanalement, entièrement personnalisable, en alliant traditions, luxe, et hautes technologies, avec près de 8 000 heures de temps de fabrication unitaire (un an), pour des coûts de près de 1,2 million €, avec salon, cuisine, bar, chambres, et salle de bain, réalisés en fibre de verre, teck et acajou verni, cuir, chrome, volant Nardi (de style Ferrari 250 GTO), et motorisé par des moteurs marins Volvo Penta de près de 700 chevaux, pour des vitesses de plus de 40 nœuds,,,...